# هانگتاشان
هانگتاشان (به انگلیسی: Hongtashan) یک برند سیگار ایجاد شده در چین است؛ که در حال حاضر توسط Yuxi Cigarette Factory تولید می‌شود. این برند در سال ۱۹۵۹ پایه‌گذاری گردید.